# HTC-Highroad
HTC-Highroad (zuvor Team Columbia-HTC, Team Columbia-High Road und Team High Road) war ein vom taiwanischen Hersteller von Smartphones und PDAs HTC gesponsertes Radsportteam mit Sitz im kalifornischen San Luis Obispo.

## Geschichte

### Ursprünge im Team Telekom
Von 1991 bis 2003 trat das Vorgängerteam von HTC-Highroad finanziert durch den Sponsor Deutsche Telekom unter dem Namen Team Telekom an, bis 2007 als T-Mobile-Team, benannt nach der Mobilfunktochter der Deutschen Telekom T-Mobile.
Im Jahr 2007 übernahm der Multimillionär Bob Stapleton mit seiner Betreibergesellschaft Neue Straßen Sport GmbH, einer Tochter der ihm gehörenden High Road Sports Inc., die Leitung des Teams T-Mobile. Zuvor hatte der Hauptsponsor T-Mobile verkündet, dass man sich von der Olaf Ludwig Cycling GmbH, der vorherigen Betreiberin des Team T-Mobile, trennen wollte. Stapleton sollte das Team nach den Dopingskandalen (Dopingskandal Fuentes, Dopingskandal Team Telekom) umstrukturieren und wieder zum Erfolg führen.
Am 27. November 2007 gab der Vorstand der Deutschen Telekom bekannt, das Radsportengagement der Mobilfunktochter T-Mobile mit sofortiger Wirkung zu beenden. Auslöser hierfür war der Dopingfall des T-Mobile-Fahrers Patrik Sinkewitz im Vorfeld der Tour de France 2007. Die Entscheidung betraf sowohl das Männer- als auch das Frauenteam. Laut Pressemitteilung wurde der Vertrag zwischen T-Mobile und der Betreibergesellschaft „Neuer Straßen Sport GmbH“ unter Leitung von Bob Stapleton in „beiderseitigem Einvernehmen“ aufgelöst. Ursprünglich sollte der Vertrag bis Ende 2010 laufen.

### Übernahme durch High Road Sports Inc.
Anschließend übernahm High Road Sports Inc. den Betrieb des Männerteams unter eigenem Namen und erhielt 4. Dezember 2007 eine vorläufige ProTeam-Lizenz. In der Folge gewann Bob Stapleton neue Namenssponsoren für das Team: zunächst im Laufe der Saison 2008 die US-amerikanische Freizeitbekleidungsfirma Columbia Sportswear und ab dem Jahr 2009 HTC. Ab dem 1. Januar 2011 hieß das Team HTC-Highroad, da Columbia das Sponsoring des Teams beendete.
Am 4. August 2011 kündigte Bob Stapleton an, dass das Team HTC-Highroad am Ende der Saison 2011 aufgelöst wird. Als Grund gab er an, dass kein neuer potenzieller Sponsor gefunden wurde, der bereit ist das Team auf bisherigen Niveau zu unterstützen. Der bisherige Hauptsponsor HTC beendete sein Engagement am Ende des Jahres.
Zu den größten Erfolgen des Teams gehörten zahlreiche Tour-de-France-Etappensiege, insbesondere durch Mark Cavendish, der für die Mannschaft auch den Klassiker Mailand-San Remo 2009 gewann.

## Saison 2011

### Erfolge in der UCI World Tour
| Datum         | Rennen                                | Fahrer           |
| ------------- | ------------------------------------- | ---------------- |
| 18. Januar    | 1. Etappe Tour Down Under             | Matthew Goss     |
| 8. März       | 3. Etappe Paris–Nizza                 | Matthew Goss     |
| 11. März      | 6. Etappe Paris–Nizza (EZF)           | Tony Martin      |
| 6.–13. März   | Gesamtwertung Paris–Nizza             | Tony Martin      |
| 19. März      | Mailand–Sanremo                       | Matthew Goss     |
| 21. März      | 1. Etappe Katalonien-Rundfahrt        | Gatis Smukulis   |
| 9. April      | 6. Etappe Vuelta al País Vasco (EZF)  | Tony Martin      |
| 7. Mai        | 1. Etappe Giro d’Italia (MZF)         | HTC-Highroad     |
| 17. Mai       | 10. Etappe Giro d’Italia              | Mark Cavendish   |
| 19. Mai       | 12. Etappe Giro d’Italia              | Mark Cavendish   |
| 7. Juni       | 2. Etappe Critérium du Dauphiné       | John Degenkolb   |
| 8. Juni       | 3. Etappe Critérium du Dauphiné (EZF) | Tony Martin      |
| 9. Juni       | 4. Etappe Critérium du Dauphiné       | John Degenkolb   |
| 6. Juli       | 5. Etappe Tour de France              | Mark Cavendish   |
| 8. Juli       | 7. Etappe Tour de France              | Mark Cavendish   |
| 13. Juli      | 11. Etappe Tour de France             | Mark Cavendish   |
| 17. Juli      | 15. Etappe Tour de France             | Mark Cavendish   |
| 23. Juli      | 20. Etappe Tour de France (EZF)       | Tony Martin      |
| 24. Juli      | 21. Etappe Tour de France             | Mark Cavendish   |
| 29. August    | 10. Etappe Vuelta a España (EZF)      | Tony Martin      |
| 2. September  | 13. Etappe Vuelta a España            | Michael Albasini |
| 5. Oktober    | 1. Etappe Tour of Beijing (EZF)       | Tony Martin      |
| 5.–9. Oktober | Gesamtwertung Tour of Beijing         | Tony Martin      |

### Erfolge in derUCI America Tour
| Datum      | Rennen                                     | Kat. | Sieger             |
| ---------- | ------------------------------------------ | ---- | ------------------ |
| 22. Mai    | 8. Etappe Tour of California               | 2.HC | Matthew Goss       |
| 5. Juni    | TD Bank International Cycling Championship | 1.HC | Alex Rasmussen     |
| 12. August | 3. Etappe Tour of Utah (EZF)               | 2.1  | Tejay van Garderen |
| 22. August | Prolog USA Pro Cycling Challenge (EZF)     | 2.1  | Patrick Gretsch    |

### Erfolge in der UCI Asia Tour
| Datum          | Rennen                      | Kat. | Sieger         |
| -------------- | --------------------------- | ---- | -------------- |
| 10. Februar    | 4. Etappe Tour of Qatar     | 2.1  | Mark Renshaw   |
| 6.–11. Februar | Gesamtwertung Tour of Qatar | 2.1  | Mark Renshaw   |
| 16. Februar    | 2. Etappe Tour of Oman      | 2.1  | Matthew Goss   |
| 20. Februar    | 6. Etappe Tour of Oman      | 2.1  | Mark Cavendish |

### Erfolge in der UCI Europe Tour
| Datum           | Rennen                                         | Kat. | Sieger            |
| --------------- | ---------------------------------------------- | ---- | ----------------- |
| 17. Februar     | 2. Etappe Volta ao Algarve                     | 2.1  | John Degenkolb    |
| 20. Februar     | 5. Etappe Volta ao Algarve (EZF)               | 2.1  | Tony Martin       |
| 16.–20. Februar | Gesamtwertung Volta ao Algarve                 | 2.1  | Tony Martin       |
| 5. März         | 1. Etappe Driedaagse van West-Vlaanderen       | 2.1  | John Degenkolb    |
| 6. April        | Scheldeprijs                                   | 1.HC | Mark Cavendish    |
| 1. Mai          | Rund um den Finanzplatz Eschborn-Frankfurt     | 1.HC | John Degenkolb    |
| 26. Mai         | 2. Etappe Bayern-Rundfahrt                     | 2.HC | John Degenkolb    |
| 27. Mai         | 3. Etappe Bayern-Rundfahrt                     | 2.HC | Michael Albasini  |
| 15. Juni        | 1. Etappe Ster ZLM Toer (EZF)                  | 2.1  | Patrick Gretsch   |
| 19. Juni        | 5. Etappe Ster ZLM Toer                        | 2.1  | Leigh Howard      |
| 23. Juni        | Lettische Meisterschaft – Einzelzeitfahren     | CN   | Gatis Smukulis    |
| 24. Juni        | Deutsche Meisterschaft – Einzelzeitfahren      | CN   | Bert Grabsch      |
| 24. Juni        | Belarussische Meisterschaft – Einzelzeitfahren | CN   | Kanstanzin Siuzou |
| 24. Juni        | Irische Meisterschaft – Einzelzeitfahren       | CN   | Matthew Brammeier |
| 26. Juni        | Irische Meisterschaft – Straßenrennen          | CN   | Matthew Brammeier |
| 9. Juli         | 7. Etappe Österreich-Rundfahrt (EZF)           | 2.HC | Bert Grabsch      |
| 11. September   | 1. Etappe Tour of Britain                      | 2.1  | Mark Cavendish    |
| 15. September   | 5. Etappe Tour of Britain                      | 2.1  | Mark Renshaw      |
| 18. September   | 8b. Etappe Tour of Britain                     | 2.1  | Mark Cavendish    |
| 16. Oktober     | Chrono des Nations                             | 1.1  | Tony Martin       |

### Erfolge in der UCI Oceania Tour
| Datum     | Rennen                                        | Kat. | Sieger          |
| --------- | --------------------------------------------- | ---- | --------------- |
| 9. Januar | Neuseeländische Meisterschaft – Straßenrennen | CN   | Hayden Roulston |

### Zugänge – Abgänge
| Zugänge           | Team 2010              | Abgänge                     | Team 2011                            |
| ----------------- | ---------------------- | --------------------------- | ------------------------------------ |
| Danny Pate        | Garmin-Transitions     | Gert Dockx                  | Omega Pharma-Lotto                   |
| Alex Rasmussen    | Team Saxo Bank         | André Greipel               | Omega Pharma-Lotto                   |
| Matthew Brammeier | An Post-Sean Kelly     | Adam Hansen                 | Omega Pharma-Lotto                   |
| John Degenkolb    | Thüringer Energie Team | Vicente Reynés              | Omega Pharma-Lotto                   |
| Gatis Smukulis    | ag2r La Mondiale       | Marcel Sieberg              | Omega Pharma-Lotto                   |
| Caleb Fairly      | Neoprofi               | Michael Rogers              | Sky ProCycling                       |
|                   |                        | Maxime Monfort              | Team Leopard Trek                    |
|                   |                        | Aleksejs Saramotins         | Cofidis                              |
|                   |                        | Rasmus Guldhammer           | Team Concordia Forsikring-Himmerland |
|                   |                        | Alex Rasmussen (bis 15.09.) | Unbekannt                            |

### Mannschaft
| Fahrer             | Geburtsdatum       | Nationalität           | Team 2012                        |
| ------------------ | ------------------ | ---------------------- | -------------------------------- |
| Michael Albasini   | 20. Dezember 1980  | Schweiz                | Orica GreenEdge                  |
| Lars Bak           | 16. Januar 1980    | Dänemark               | Lotto Belisol Team               |
| Matthew Brammeier  | 7. Juni 1985       | Irland                 | Omega Pharma-Quick Step          |
| Mark Cavendish     | 21. Mai 1985       | Vereinigtes Königreich | Sky ProCycling                   |
| John Degenkolb     | 7. Januar 1989     | Deutschland            | Team Argos-Shimano               |
| Bernhard Eisel     | 17. Februar 1981   | Österreich             | Sky ProCycling                   |
| Caleb Fairly       | 19. Februar 1987   | Vereinigte Staaten     | SpiderTech-C10                   |
| Tejay van Garderen | 12. August 1988    | Vereinigte Staaten     | BMC Racing Team                  |
| Jan Ghyselinck     | 24. Februar 1988   | Belgien                | Cofidis, le Crédit en Ligne      |
| Matthew Goss       | 5. November 1986   | Australien             | Orica GreenEdge                  |
| Bert Grabsch       | 19. Juni 1975      | Deutschland            | Omega Pharma-Quick Step          |
| Patrick Gretsch    | 7. April 1987      | Deutschland            | Team Argos-Shimano               |
| Leigh Howard       | 18. Oktober 1989   | Australien             | Orica GreenEdge                  |
| Craig Lewis        | 1. Oktober 1985    | Vereinigte Staaten     | Champion System Pro Cycling Team |
| Tony Martin        | 23. April 1985     | Deutschland            | Omega Pharma-Quick Step          |
| Danny Pate         | 24. März 1979      | Vereinigte Staaten     | Sky ProCycling                   |
| Marco Pinotti      | 25. Februar 1976   | Italien                | BMC Racing Team                  |
| František Raboň    | 26. September 1983 | Tschechien             | Omega Pharma-Quick Step          |
| Mark Renshaw       | 22. Oktober 1982   | Australien             | Rabobank Cycling Team            |
| Hayden Roulston    | 10. Januar 1981    | Neuseeland             | RadioShack-Nissan                |
| Kanstanzin Siuzou  | 9. August 1982     | Belarus                | Sky ProCycling                   |
| Gatis Smukulis     | 15. April 1987     | Lettland               | Katusha Team                     |
| Martin Velits      | 21. Februar 1985   | Slowakei               | Omega Pharma-Quick Step          |
| Peter Velits       | 21. Februar 1985   | Slowakei               | Omega Pharma-Quick Step          |
| Stagiaires         | Stagiaires         | Nationalität           | Nationalität                     |
| Zakkari Dempster   | Zakkari Dempster   | Australien             |                                  |
| Lachlan Norris     | Lachlan Norris     | Australien             |                                  |

## Platzierungen in UCI-Ranglisten
UCI ProTour
| Saison | Mannschaftswertung | Fahrerwertung      |
| ------ | ------------------ | ------------------ |
| 2008   | 9.                 | André Greipel (5.) |

UCI World Calendar
| Saison | Mannschaftswertung | Fahrerwertung             |
| ------ | ------------------ | ------------------------- |
| 2009   | 3.                 | Edvald Boasson Hagen (7.) |
| 2010   | 6.                 | André Greipel (20.)       |